# Into the Labyrinth
Into the Labyrinth är det brittiska heavy metal-bandet Saxons artonde studioalbum, utgivet 2009.

## Låtlista
1. "Battalions of Steel" – 6:35
2. "Live to Rock" – 5:30
3. "Demon Sweeney Todd" – 3:54
4. "The Letter" – 0:43
5. "Valley of the Kings" – 5:05
6. "Slow Lane Blues" – 4:09
7. "Crime of Passion" – 4:05
8. "Premonition in D Minor" – 0:41
9. "Voice" – 4:36
10. "Protect Yourselves" – 3:57
11. "Hellcat" – 3:56
12. "Come Rock of Ages (The Circle Is Complete)" – 3:55
13. "Coming Home (Bottleneck Version)" – 3:12

## Musiker
- Biff Byford – sång
- Doug Scarratt – gitarr
- Paul Quinn – gitarr
- Nibbs Carter – elbas
- Nigel Glockler – trummor
- Matthias Ulmer – Keyboard